# Karaganoziek
Karaganoziek (kaz. Қарағанөзек; ros. Караганозек) – stacja kolejowa w miejscowości Karaganda, w obwodzie karagandyjskim, w Kazachstanie. Położona jest na linii Astana – Szu, na trasie Nowego Jedwabnego Szlaku.
Od stacji odchodzą bocznice do kopalń Karagandyjskiego Zagłębia Węglowego.